# 게오르크 오스트로고르스키
게오르크 알렉산드로비치 오스트로고르스키(George Alexandrovič Ostrogorsky, 러시아어: Георгий Александрович Острогорский, 1902년 1월 19일~1976년 10월 24일)는 독일 및 유고슬라비아에서 활동한 러시아 태생의 역사학자이다. 전문 분야는 비잔티움 제국의 역사로, 폴 르메를(Paul Lemerle) 등과 함께 20세기 굴지의 비잔티움 학자라 일컬어진다. 이름을 게오르기라고 읽기도 하나, 그가 주로 독일에서 활동했기 때문에 게오르크라는 이름으로 더 잘 알려져 있다.
1902년 러시아 제국의 수도 상트페테르부르크에서 태어났다. 오스트로고르스키 일가는 러시아 혁명 때에 독일로 이주했다. 게오르크 오스트로고르스키는 독일 하이델베르크 대학에서 박사 학위를 취득했고, 1928년에는 독일 브레슬라우 대학의 조교수, 1933년에는 유고슬라비아 베오그라드 대학의 교수가 되었다.
1940년, 그는 《비잔티움 제국사》(독일어: Geschichte des byzantinischen Staates)의 초판을 발간했다. 이 책은 역사 뿐만 아니라 비잔티움 제국의 문화나 종교 등을 풍부한 사료와 문헌을 이용하면서도 간결하게 정리한 고전적 명저로 여겨져, 서양 각국의 언어로 번역되었다. 현재에도 그의 이 명저는 비잔티움 제국에 대해 배우려는 사람들의 가장 기본적인 전문서의 하나로 거론되고 있다.
그는 1976년 유고슬라비아의 베오그라드에서 사망했다.